# يان بابتست فان هيلمونت
يان بابتست فان هيلمونت (بالهولندية Jan Baptist van Helmont) هو طبيب وكيميائي عالم نبات بلجيكي عاش بين (12 يناير 1580 - 30 ديسمبر 1644). عمل مباشرة خلال السنوات التي تلت عمل الكيميائي براكلسوس وظهورعلم الكيمياء العلاجية، ويعتبر أحيانًا "مؤسس الكيمياء الغازية (وهو العلم الذي يدرس الخصائص الفيزيائية للغازات وكيفية ارتباطها بالتفاعلات الكيميائية) . لا يزال يُذكر فان هيلمونت كثيرًا في الأوساط العلمية بسبب أفكاره حول التولد التلقائي، وتجربته على شجرة الصفصاف التي استمرت 5 سنوات، وإدخاله لكلمة "غاز" (من الكلمة اليونانية فوضى) في مفردات العلوم.
حاول فان هيلمونت إثبات أن النبات يحصل على غذائه من التربة وبذلك ينقص وزنها بزيادة وزن النبات وقام بهذه التجربة عام1652م وسارت التجربة بالطريقة التي اثبت بها تلك النظرية.
استنتج (هيلموت)أن النبات يحصل على غذاؤه من الماء وليس التربة ولكنه أصاب جل -معظم- الحقيقة؛ لأن النبات يحصل على غذاؤه من الماء والهواء وأشعة الشمس عن طريق عملية البناء الضوئى ومعادلتها هي:
كلوروفيل + ماء + ثاني أكسيد الكربون + ضوء الشمس = سكر الجلوكوز + الأكسجين
ويلاحظ أن الأكسجين يعود للهواء ثانية ويستفيد النبات من الجلوكوز في نشاطاته الحيوية.

## حياته
كان فان هيلمونت هو الطفل الأصغر من بين خمسة أشقاء. والدته هي ماريا (فان) ستاسايرت ووالده هو كريستيان فان هيلمونت المدعي العام وعضو مجلس بروكسل الذي تزوج في كاتدرائية سانت ميشيل وغاودلا عام 1567. تلقى فان هيلمونت تعليمه في جامعة لوفان، وبعد أن تنقل من تخصص إلى آخر ولم يجد الرضا في أي شيء، تحول إلى الطب. توقف مؤقتا عن دراسته وسافر لبضع سنوات إلى سويسرا وإيطاليا وفرنسا وألمانيا وإنجلترا.
عندما عاد إلى بلده أكمل دراسته وحصل على شهادة الطب عام 1599. مارس عمله في مدينة أنتويرب في وقت الطاعون العظيم عام 1605 ، ألف بعد ذلك كتابًا بعنوان (دي بيست) والذي راجعه نيوتن عام 1667. في عام 1609 حصل على درجة الدكتوراه في الطب. في نفس العام تزوج من مارغريت فان رانست، التي كانت من عائلة نبيلة ثرية. عاش فان هيلمونت ومارجريت في فيلفورد بالقرب من بروكسل، وأنجبا ستة أو سبعة أطفال. مكنه ميراث زوجته من التقاعد مبكرًا من ممارسته الطبية والانشغال بالتجارب الكيميائية حتى وفاته في 30 ديسمبر 1644.

## روابط خارجية
- يان بابتست فان هيلمونت على موقع الموسوعة البريطانية (الإنجليزية)
- يان بابتست فان هيلمونت على موقع إن إن دي بي (الإنجليزية)